# Сала-Юряге
Сала-Юряге — река в России, протекает по территории Якутии, левый приток Индигирки. Длина реки — 84 км, площадь водосборного бассейна — 525 км².
Начинается на северных склонах Полоусного кряжа. Течёт в восточном направлении по местности, поросшей лиственничным лесом. Долина реки в среднем и нижнем течении заболочена, имеются группы озёр. Впадает в протоку Лудзина. Ширина реки в низовьях — 25 метров, глубина — 1,6 метра, скорость течения воды 0,3 м/с.
По данным государственного водного реестра России входит в Ленский бассейновый округ. Код водного объекта — 18050000412117700067088.